# Мери Мейлак
Мери Мейлак (на малтийски: Mary Meilak) е малтийска учителка, писателка и поетеса, авторка на произведения в жанровете лирика и драма.
Заема видно място в историята на малтийската литература като първата малтийска поетеса, както и първата малтийка, публикувала сборник със своя поезия.

## Биография и творчество
Мери Мейлак е родена на 9 август 1905 г. във Виктория, Гозо, Малта.
Завършва средното си образование в Централното училище в Гозо. В продължение на 17 години работи в разни правителствени служби. През 1942 г. става учителка и работи като такава в продължение на 28 до пенсионирането си.
Пише през 1930 г. първото си стихотворение „Faxx Nemel“ (Пътека на мравките), когато е на 25 години. След това публикува два тома есета, озаглавени „Nirraġunaw u Nitbissmu“ (Нека разсъждаваме и да се усмихнем). През 1947 г. са издадени стихосбирките ѝ „Тайнствени завои“, „Вила Мейлак“ и „Албум“.
Авторка е на три романа „Nokkla Sewda“ (Черни брави), „Nikola tal-Venturi“ (Свети Никола от Вентури) и „It-Tewmin tal-Birgu“ (Близнаците от Биргу). Пише текстове за 2 опери и някои оперети.
В продължение на много години Мейлак също е редовен сътрудник на изданието „Leħen is-Sewwa“ (Гласът на истината), създадено от църковните власти на Малта на 1 септември 1928 г. и управлявано от доброволци от Католическа акция в Малта. Много от стиховете, които Мейлак публикува в изданието, са с религиозен характер, включително поредица от творби, свързани със Страстите Христови. Те са събрани в нейния посмъртно издаден сборник „L-Istrumenti tal-Passjoni“ (Инструменти на страстта) през 2005 г.
Мери Мейлак умира на 1 януари 1975 г. в Малта.
За 100-годишнината от рождението ѝ в нейна чест в родния ѝ град Виктория е поставена паметна плоча.

## Произведения
- Pleġġ il-Hena (1945) – стихове
- Nirraġunaw u Nitbissmu 1 (1946) – есета
- Nirraġunaw u Nitbissmu 2 (1947) – есета
- Dawra Misterjuża (1947) – стихове
- Villa Meylak: Ġonna ta' Kulħadd (1947) – стихове
- Album: Poeżiji (1947) – стихове
- Nokkla Sewda (1958) – роман
- San Nikola tal-Venturi () – роман
- It-Tewmin tal-Birgu () – роман
- Songs You Will Like (1971)
- L-Istrumenti tal-Passjoni (2005)